# The Tender Bar
The Tender Bar é um filme de drama estadunidense de 2021 dirigido por George Clooney e escrito por William Monahan. O filme é uma adaptação do livro de memórias com o mesmo nome de J. R. Moehringer, e narra a vida de Moehringer enquanto crescia em Long Island. É estrelado por Ben Affleck, Tye Sheridan e Daniel Ranieri, junto com Lily Rabe e Christopher Lloyd.
O filme foi lançado em 17 de dezembro de 2021, pela Amazon Studios, antes de ser transmitido pelo Prime Video em 7 de janeiro de 2022. Recebeu críticas mistas, embora Affleck foi indicado ao Globo de Ouro de melhor ator coadjuvante.

## Elenco
- Ben Affleck como Charlie Moehringer
- Tye Sheridan como J.R. Moehringer
  - Daniel Ranieri como J.R. Moehringer jovem
  - Ron Livingston como futuro J.R. Moehringer
- Lily Rabe como Dorothy Moehringer
- Christopher Lloyd como vovô Moehringer
- Max Martini como Papa "The Voice" Moehringer
- Sondra James como vovó Moehringer
- Michael Braun como Bobo
- Matthew Delamater como Joey D
- Max Casella como Chefe
- Rhenzy Feliz como Wesley
- Ivan Leung como Jimmy
- Briana Middleton como Sidney

## Recepção
No Rotten Tomatoes, 50% de 20 críticas são positivas, com uma nota média de 5/10. O Metacritic, que usa uma média ponderada, atribuiu ao filme uma pontuação de 58 de 100 com base em sete avaliações, indicando "críticas mistas ou médias".